# Bryan Hernández Porozo
Bryan Paul Hernández Porozo (Guayaquil, Ecuador; 20 de diciembre de 1998) es un futbolista ecuatoriano. Juega como defensa y su equipo actual es El Nacional de la Serie A de Ecuador.

## Trayectoria
Realizó las categorías formativas en el Everest, la Academia Deportiva Alfaro Moreno, Deportivo Azogues y C. S. Norte América.
En el 2016 pasa al Aucas dónde logró su debut profesional con el primer plantel el 10 de abril del mismo año. Después pasa a la Universidad Católica y luego al América de Quito.
En el 2020 fue fichado por Liga Deportiva Universitaria y aunque pasó los chequeos médicos en el equipo albo, el 8 de enero fue vendido al Delfín por cuatro temporadas.
En 2024 fichó a mitad de temporada por seis meses con Técnico Universitario, equipo de la Serie A de Ecuador. En marzo de 2025 se unió a la filas de El Nacional, en condición de agente libre.

## Selección nacional
En julio de 2019 fue convocado a la selección sub-23 para el desarrollo de encuentros amistoso con la cual jugó tres partidos, marcando su debut con aquel combinado el 29 de julio del mismo año.

#### Participaciones en Sudamericanos
| Campeonato                     | Sede | Resultado    | Partidos | Goles |
| ------------------------------ | ---- | ------------ | -------- | ----- |
| Juegos Panamericanos Lima 2019 | Perú | Primera fase | 3        | 0     |

## Estadísticas

### Clubes
Actualizado al último partido disputado el 15 de agosto de 2025.
| Club                            | Div.          | Temporada     | Liga  | Liga  | Copas nacionales | Copas nacionales | Copas internacionales | Copas internacionales | Total | Total | Total  |
| Club                            | Div.          | Temporada     | Part. | Goles | Part.            | Goles            | Part.                 | Goles                 | Part. | Goles | Asist. |
| ------------------------------- | ------------- | ------------- | ----- | ----- | ---------------- | ---------------- | --------------------- | --------------------- | ----- | ----- | ------ |
| C. S. Norte América · Ecuador   | 3.ª           | 2014          | 1     | 1     | —                | —                | —                     | —                     | 1     | 1     | 0      |
| C. S. Norte América · Ecuador   | 3.ª           | 2015          | 19    | 0     | —                | —                | —                     | —                     | 19    | 0     | 0      |
| C. S. Norte América · Ecuador   | Total club    | Total club    | 20    | 1     | 0                | 0                | 0                     | 0                     | 20    | 1     | 0      |
| Aucas · Ecuador                 | 1.ª           | 2016          | 1     | 0     | —                | —                | —                     | —                     | 1     | 0     | 0      |
| Aucas · Ecuador                 | Total club    | Total club    | 1     | 0     | 0                | 0                | 0                     | 0                     | 1     | 0     | 0      |
| Universidad Católica · Ecuador  | 1.ª           | 2017          | 2     | 0     | —                | —                | —                     | —                     | 2     | 0     | 0      |
| Universidad Católica · Ecuador  | 1.ª           | 2018          | 0     | 0     | —                | —                | —                     | —                     | 0     | 0     | 0      |
| Universidad Católica · Ecuador  | Total club    | Total club    | 2     | 0     | 0                | 0                | 0                     | 0                     | 2     | 0     | 0      |
| América de Quito · Ecuador      | 1.ª           | 2019          | 21    | 1     | 3                | 0                | —                     | —                     | 24    | 1     | 2      |
| Delfín S. C. · Ecuador          | 1.ª           | 2020          | 2     | 0     | 0                | 0                | —                     | —                     | 2     | 0     | 0      |
| Delfín S. C. · Ecuador          | Total club    | Total club    | 2     | 0     | 0                | 0                | 0                     | 0                     | 2     | 0     | 0      |
| América de Quito · Ecuador      | 2.ª           | 2020          | 7     | 0     | —                | —                | —                     | —                     | 7     | 0     | 0      |
| C. D. Macará · Ecuador          | 1.ª           | 2021          | 24    | 0     | —                | —                | 1                     | 0                     | 25    | 0     | 1      |
| C. D. Macará · Ecuador          | 1.ª           | 2022          | 14    | 0     | 1                | 0                | —                     | —                     | 15    | 0     | 1      |
| C. D. Macará · Ecuador          | Total club    | Total club    | 38    | 0     | 1                | 0                | 1                     | 0                     | 40    | 0     | 2      |
| Aampetra · Ecuador              | 3.ª           | 2023          | 9     | 0     | —                | —                | —                     | —                     | 9     | 0     | 0      |
| Aampetra · Ecuador              | Total club    | Total club    | 9     | 0     | 0                | 0                | 0                     | 0                     | 9     | 0     | 0      |
| América de Quito · Ecuador      | 2.ª           | 2023          | 12    | 0     | 0                | 0                | —                     | —                     | 12    | 0     | 0      |
| América de Quito · Ecuador      | Total club    | Total club    | 40    | 1     | 3                | 0                | 0                     | 0                     | 43    | 1     | 2      |
| Técnico Universitario · Ecuador | 1.ª           | 2024          | 1     | 0     | 1                | 0                | —                     | —                     | 2     | 0     | 0      |
| Técnico Universitario · Ecuador | Total club    | Total club    | 1     | 0     | 1                | 0                | 0                     | 0                     | 2     | 0     | 0      |
| El Nacional · Ecuador           | 1.ª           | 2025          | 11    | 0     | 0                | 0                | —                     | —                     | 11    | 0     | 0      |
| El Nacional · Ecuador           | Total club    | Total club    | 11    | 0     | 0                | 0                | 0                     | 0                     | 11    | 0     | 0      |
| Total carrera                   | Total carrera | Total carrera | 124   | 2     | 5                | 0                | 1                     | 0                     | 130   | 2     | 4      |
| 1. 2.                           |               |               |       |       |                  |                  |                       |                       |       |       |        |